# John Kapelos
John Kapelos (London (Ontario), 8 maart 1956) is een Canadees acteur.

## Biografie
Kapelos doorliep de middelbare school aan de Central Secondary School in zijn geboorteplaats London (Ontario). Hij is van Griekse afkomst en spreekt naast Engels ook vloeiend Grieks.

## Filmografie

### Films
Selectie:
- 2017 The Shape of Water – als mr. Arzoumanian
- 2007 Whisper – als Whitley
- 2004 Identity Theft: The Michelle Brown Story – als Ray De Lucci
- 2001 Legally Blonde – als Dewey Newcombe
- 1996 The Craft – als Ray
- 1993 Guilty as Sin – als Ed Lombardo
- 1992 Man Trouble – als rechercheur Melvenos
- 1985 Weird Science – als Dino
- 1985 The Breakfast Club – als Carl
- 1984 Sixteen Candles – als Rudy
- 1983 Class – als Bellman
- 1982 Tootsie – als acteur op feest
- 1981 Thief – als monteur

### Televisieseries
Uitgezonderd eenmalige gastrollen.
- 2023-2024 Days of Our Lives - als Konstantin Meleounis - 48 afl.
- 2019-2021 The Crossword Mysteries - als Chauncey O'Connor - 5 afl.
- 2021 Big Sky - als pastoor Ted Maynard - 2 afl.
- 2020 The Umbrella Academy - als Jack Ruby - 5 afl.
- 2017-2018 Suits - als Elias Gould - 3 afl.
- 2018 The Expanse - als Ren - 2 afl.
- 2014 Republic of Doyle – als inspecteur Vince Pickard – 3 afl.
- 2014 Graceland – als Lawrence – 4 afl.
- 2013–2014 Justified – als Picker – 9 afl.
- 2013–2014 Psych – als Tom Swaggerty – 2 afl.
- 2005–2010 Flight 29 Down – als kapitein Russell – 5 afl.
- 2010 Dan for Mayor – als Bud Calgrove – 2 afl.
- 2009 Days of Our Lives – als motelmanager – 5 afl.
- 2008 Gemini Division – als Brescia – 2 afl.
- 2008 Shark – als voorzitter – 2 afl.
- 2007 The Young and the Restless – als Joe Boddington – 2 afl.
- 2006 The Minor Accomplishments of Jackie Woodman – als Ken – 4 afl.
- 2006 Desperate Housewives – als Eugene Beale – 4 afl.
- 2005 Queer as Folk – als Don – 4 afl.
- 2003 Dead Like Me – als Angus Cook – 2 afl.
- 2002 Just Cause – als Carlos Ramirez – 5 afl.
- 1989–1995 Forever Knight – als rechercheur Don Schanke – 49 afl.

- Biblioteca Nacional de España: XX5402496
- Bibliothèque nationale de France: cb14192242q (data)
- International Standard Name Identifier: 0000 0000 3196 3898
- Library of Congress Control Number: n96070349
- Virtual International Authority File: 68197752
- WorldCat: E39PBJqqrxxb4gPWpPGk6VVjYP